# 5820 Babelsberg
5820 Babelsberg è un asteroide della fascia principale. Scoperto nel 1989, presenta un'orbita caratterizzata da un semiasse maggiore pari a 2,4549277 UA e da un'eccentricità di 0,1110743, inclinata di 2,51760° rispetto all'eclittica.